# Homero Francesch
Homero Francesch (Montevideo, es un pianista de música clásica uruguayo, nacionalizado suizo.

## Biografía
En Montevideo tuvo como profesor de piano a Santiago Baranda Reyes. En 1967 el Servicio Alemán de Intercambio Académico (DAAD) le concedió una beca de estudios en Alemania. Al finalizar la beca continuó estudiando en Múnich con Ludwig Hoffmann y Hugo Steurer.
En 1978 obtuvo el premio discográfico alemán Deutscher Schallplattenpreis. Ha dado conciertos en las principales ciudades europeas, Estados Unidos, Canadá, Japón, Australia y América Latina. Se ha presentado como solista con las principales orquestas del mundo: la filarmónica de Berlín, la filarmónica de Múnich, la estatal Sajona de Dresde, todas las orquestas sinfónicas de radio en Alemania, la filarmónica de Viena, la Nacional de Francia, la orquesta Real del Concertgebouw, la sinfónica de Londres, la filarmónica de Nueva York, la orquesta de Cleveland, la Real Orquesta Filarmónica de Liverpool, la filarmónica de Varsovia, la sinfónica nacional de la RAI y la orquesta Tonhalle de Zúrich.
Ha tocado bajo la dirección de directores de orquesta como Leonard Bernstein, Kurt Masur, Sir Colin Davis, Gary Bertini, Herbert Blomstedt, Riccardo Chailly, Eliahu Inbal, Neeme Järvi, Zdenek Macal, Rafael Frühbeck de Burgos, Marek Janovski, Michael Gielen, Witold Rowicki, Karl Richter, Hiroshi Wakasugi, Sir Neville Marriner, Sir Charles Mackerras, Charles Dutoit entre otros.
La compañía discográfica Kontrapunkt editó, interpretadas por Francesch, todas las sonatas y conciertos de piano de Mozart. Para el sello Deutsche Grammophon ha grabado obras de Bach, Mozart, Bartók, Henze, Mendelssohn, Ravel, Schumann, Stravinski y Chaikovski. Para el sello Tudor Recording AG grabó obras de Mozart, Chopin, Ravel, Domenico Scarlatti y Carl Reinecke.
Participó como invitado en varios festivales como: el Berliner Festwochen, el festival de música de Schleswig-Holstein, el festival Beethoven de Bonn, el Wiener Festwochen, el festival de música de Rheingau, el festival de piano de Ruhr, el Prague Spring, el festival de Salzburgo, el festival George Enescu de Bucarest, el festival Internacional Cervantino de México, la Schubertiada, el festival de Aix-en-Provence, el Kasseler Musiktage, el Festival de Ópera de Savonlinna en Finlandia, el festival Duszniki Chopin de Polonia y el festival de Bach en Londres (junto a Leonard Bernstein).

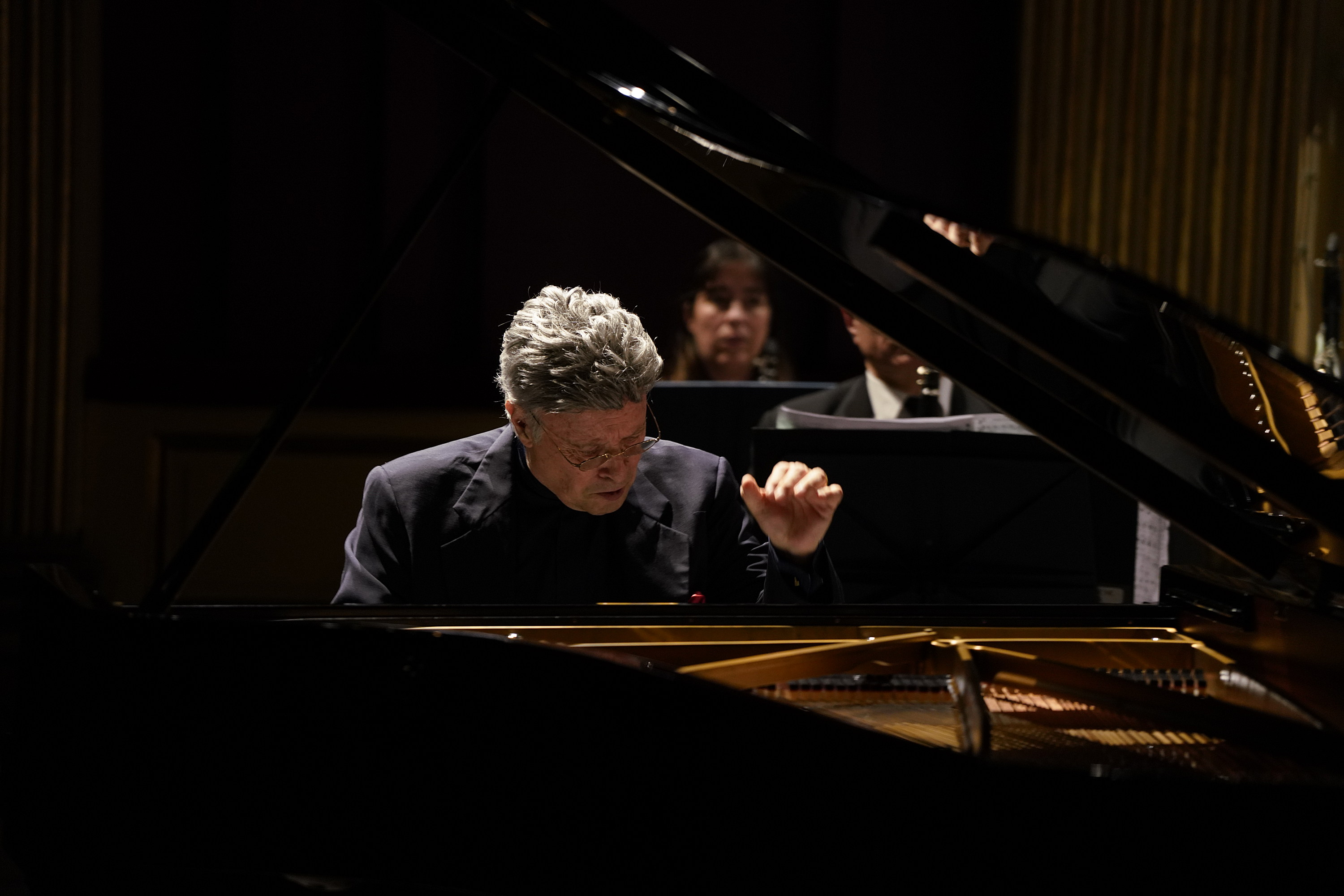
Concierto de Francesch en la ceremonia de su declaración como Ciudadano Ilustre de Montevideo en 2021.

También ha formado parte de numerosas producciones televisivas de música. Entre otras: el concierto de piano en G mayor de Ravel (que obtuvo el premio «Italia» de 1973); la Fantasía coral de Beethoven con la orquesta Filarmónica de Viena dirigida por Bernstein; Tristán de Hans Werner Henze con la orquesta Sinfónica de la WDR de Colonia, dirigida por el propio compositor, un concierto con The Academy of Saint Martin in the Fields dirigida por Sir Neville Marriner en la que se interpretó el concierto en D mayor de Haydn y el concierto en D menor de Mendelssohn; y varios recitales solistas con obras de Mozart, Ravel, Rajmáninov, Isaac Albéniz, Manuel de Falla, Villa-Lobos y Alberto Ginastera.
Es profesor de la Escuela Superior de las Artes de Zúrich (Zürcher Hochschule der Künste - ZHdK), donde da clases a solistas. Ha sido jurado de numerosas competencias internacionales de piano. Entre 2004 y 2009 fue director artístico de la Sommer Akademie Lenk de Suiza y desde 2006 ocupa el mismo cargo en la Viersener Musiksommer.